# Stigmella paradoxa
Stigmella paradoxa là một loài bướm đêm thuộc họ Nepticulidae. Nó được tìm thấy ở hầu hết châu Âu (ngoại trừ Benelux, Iceland, Đan Mạch, Na Uy, Na Uy, Phần Lan và hầu hết vùng Baltic), phía đông đến Cận Đông và miền nam part of the Palearctic ecozone.

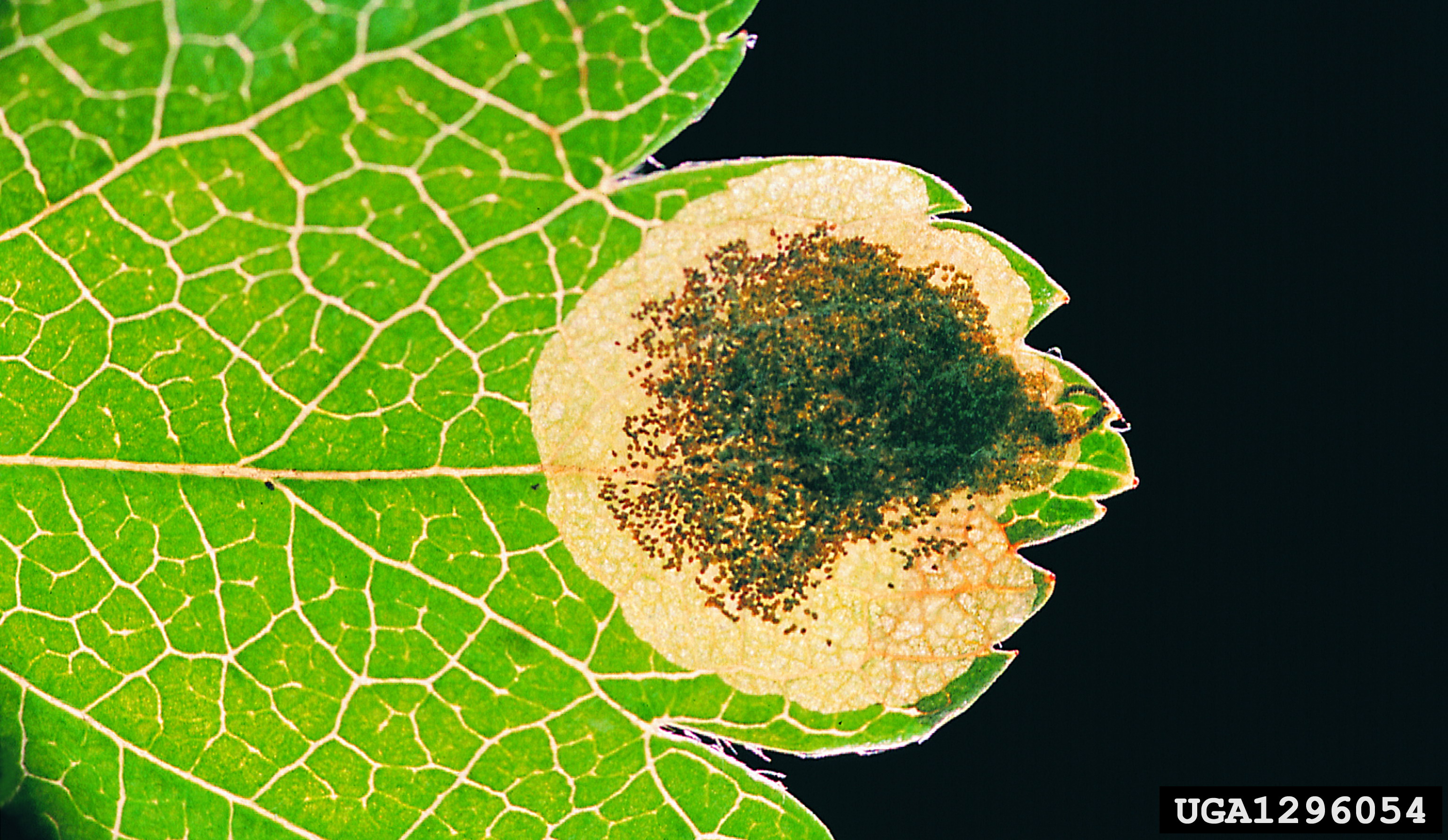
Stigmella paradoxa mine

Sải cánh dài 4–5 mm. Con trưởng thành bay từ tháng 6 đến tháng 7.
Ấu trùng ăn Crataegus laevigata, Crataegus monogyna và Crataegus pentagyna. Chúng ăn lá nơi chúng làm tổ. 